# Telšiai
För andra betydelser, se Telšiai (olika betydelser).
Telšiai är en stad i Litauen, med cirka 30 000 invånare. Telšiai är huvudort i kommunen Telšiai landskommun och Telšiai län, och ligger vid sjön Mastis. 

## Sport
- FC Džiugas Telšiai (1923-1946; 1991-1994; sedan 2014)
- FK Mastis Telšiai (1956-2013)
- Telšių miesto centrinis stadionas eller Centrinis stadionas